# Старо-Меловатская волость
Старо-Мкловатская волость — историческая административно-территориальная единица Богучарского уезда Воронежской губернии с центром в слободе Старая Милова.
По состоянию на 1880 год состоял из 10 поселений, 6 сельских общин. Население — 12 763 лица (6506 мужского пола и 6257 — женской), 1877 дворовых хозяйств.
|                       | Площадь, десятин | В том числе пахотной, дес. |
| --------------------- | ---------------- | -------------------------- |
| Сельских общин        | 34406            | 30063                      |
| Частной собственности | 1707             | 1302                       |
| Другой собственности  | 528              | 458                        |
| В общем               | 36641            | 31823                      |

Поселения волости на 1880 год:
- Старая Меловая — бывшая государственная слобода при реке Подгорная за 50 верст от уездного города, 7683 лица, 1199 дворов, 3 православные церкви, 2 школы, 7 лавок, 5 ярмарок в год.
- Ново-Троицкая Криуша — бывшая государственная слобода при реке Криуша, 2420 человек, 318 дворов, православная церковь, школа, лавка, 2 ярмарки в год.
- Переволочный, Косатый и Белогорский — бывшие государственные хутора, 1136 человек, 168 дворов, православная церковь, школа.
- Фоменков — бывший государственный хутор при реке Кріуша, 534 лица, 78 дворов, православная церковь, 2 ярмарки в год.

По данным 1900 года в волости насчитывалось 9 поселений с преимущественно украинским населением, 5 сельских обществ, 69 зданий и учреждений, 1755 дворовых хозяйств, население составляло 11 570 человек (5807 мужского пола и 5763 — женского).
В 1915 году волостным урядником был Василий Федорович Гарбузов, старшиной — Тимофей Маркович Бондарев, волостным писарем — Иван Яковлевич Филоненков.